# Presibylla
Presibylla är ett släkte av bönsyrsor. Presibylla ingår i familjen Sibyllidae.
Kladogram enligt Catalogue of Life:
| Presibylla | \| \| Presibylla elegans \| \| \| \| \| \| Presibylla speciosa \| \| \| \| |
|            | \| \| Presibylla elegans \| \| \| \| \| \| Presibylla speciosa \| \| \| \| |
|            | Leptosibylla                                                               |
|            |                                                                            |
|            | Sibylla                                                                    |
|            |                                                                            |
|            | Presibylla elegans                                                         |
|            |                                                                            |
|            | Presibylla speciosa                                                        |
|            |                                                                            |

|  | Presibylla elegans  |
|  |                     |
|  | Presibylla speciosa |
|  |                     |